# Zego (futsal)
Antonio José Azevedo (São Paulo, 27 de julho de 1953) mais conhecido como Zego (pronúncia: Zégo) é um treinador de futsal especializado na formação de atletas. Atualmente reside e trabalha na formação de jovens atletas nos Estados Unidos. 

## Trajetória

### O Atleta
Zego atuou dezessete anos como atleta, ganhou títulos em todos os clubes que passou, na Seleção Brasileira e na Seleção Paulista, foi considerado um craque e jogou ao lado de grandes jogadores. Mesmo sendo atleta do Palmeiras jogou na equipe do Parque da Mooca, que na época era uma equipe extra-oficial e não disputava jogos da Federação. 
  

### Sistema 4.0
No inicio da década de 80, ainda como atleta, cria o sistema 4.0 ou quatro em linha. Com esse sistema o futuro treinador Zego dava prioridade à posse de bola, conseguindo equilibrar jogos de equipes medianas com equipes de alto nível técnico no Brasil. Ao trabalhar na Europa implantou o sistema. Não demorou muito as duas melhores seleções nacionais, a da Espanha e a do Brasil passaram a adotar o sistema com grande sucesso.

### O Mestre
O português Ricardinho considerado por seis vezes o melhor jogador do mundo, quando jovem no Gramidense, passou pelas mãos de Zego em Portugal. Refere-se aos ensinamentos do mestre como sendo de suma importância na sua vida.
| “            | Ensinou-me muito...Punha-me a treinar com o meu pior pé, o direito, contra a parede. Costumava dizer: Jogam todos à vontade menos o Ricardinho que só joga com a perna má”. | ” |
| — Ricardinho | |   |

O espanhol Jesús Velasco considerado o melhor treinador de clubes do mundo dirigindo a equipe do Inter Movistar diz que o mestre Zego é sua referência máxima.
| “               | Ele é a pessoa de quem eu mais aprendi. É a minha referência máxima. É a pessoa que revolucionou o futsal. Mudou os estereótipos e mudou a maneira como vemos esse esporte. | ” |
| — Jesús Velasco | |   |

### O Embaixador
Zego esteve em mais de vinte países levando ensinamentos e formação a atletas, treinadores e dirigentes por todo o mundo. Atuou nos cinco continentes, tanto no futsal masculino como no feminino.
| “                                                | ... tivemos a infelicidade de encontrá-lo tarde. Agora, que está adaptado ao clube e à equipa, com as modificações introduzidas nos métodos de trabalho, os resultados vão aparecer em todos os escalões etários. | ” |
| — Mário Brito - Presidente do Freixieiro (2000). | |   |

Atualmente Zego trabalha como diretor de uma escola particular de futebol de salão em Chicago, nos Estados Unidos e atua com crianças de 7 a 12 anos. Zego continua sendo o grande "Embaixador" brasileiro, lapidador de jovens atletas, com passagens pela Argentina, Brasil, Espanha, Rússia, Japão, Vietnã, Colômbia, Itália, Portugal, China, Canadá, Marrocos e outros.

## Conquistas

### Como atleta
Juventus
- Campeonato Paulista de Futebol de Salão (Juvenil) - 1969

Corinthians
- Campeonato Paulista de Futebol de Salão - 1971 e 1973
- Campeonato Metropolitano de Futebol de Salão - 1973 e 1974
- Campeonato Brasileiro de Futebol de Salão - 1974

Palmeiras
- Taça Continental de futebol de salão - 1981[18][19]
- Campeonato Metropolitano de Futebol de Salão - 1975

Internacional
- Campeonato Gaúcho de Futebol de Salão - 1980

Seleção Brasileira
- Campeonato Sul-Americano de Futebol de Salão - 1973
- Campeonato Sul-Americano de Futebol de Salão - 1975
- Campeonato Sul-Americano de Futebol de Salão - 1976[17]
- Campeonato Sul-Americano de Futebol de Salão - 1977[20]

### Como treinador
CR Itamarati
- Campeonato Estadual de Mato Grosso do Sul:

Caja Toledo
- Liga Nacional de Fútbol Sala: 91/92.

Jaén Oliva Secavi
- Liga Nacional de Fútbol Sala:
- Campeonato Europeu de Futebol de Salão: 1991 e 1992.

Saeta Fútbol de Salon
- Campeonato Nacional Colombiano de Futebol de Salão:

GR Freixieiro
- Campeonato Nacional Português de Futsal : 2001/02.

GDC Alto Avilhó
- Taça Nacional Feminina Sénior de Futsal : 2002/03[14]

### Campanhas de destaque
Vice-campeão
UNESC
- Campeonato Catarinense de Futsal Feminino : 2009 e 2010.[21]

## Prêmios

### Como atleta
- Federação Paulista de Futebol de Salão - troféu futsal - 1974 e 1975.[nota 2]

## Obras
- Movimentos Ofensivos de Futebol de Salão (1982).